# Coelichneumon alaicus
Coelichneumon alaicus là một loài tò vò trong họ Ichneumonidae.